# Michał Śliwiński
Michał Śliwiński (n. 5 februarie 1970, Dobrotvir, RSS Ucraineană, URSS) este un canoist ce a reprezentat Uniunea Republicilor Sovietice Socialiste, medaliat olimpic. A participat la 5 ediții ale Jocurilor Olimpice (1988, 1992, 1996, 2000, 2004) în care a câștigat două medalii de argint.